# Окессон, Ральф
Ральф Окессон (швед. Ralf Åkesson; род. 8 февраля 1961, Укселёсунд) — шведский шахматист, международный мастер (1981), гроссмейстер (1995). 
Чемпионат Европы среди юношей (1980/1981) — 11½ очков из 13. Он участвовал в трёх шахматных олимпиадах (1996—2000) за команду Швеции, набрав 15 очков в 28 играх (+9, =12, −7) и в 2-х командных чемпионатов Европы (1997—1999).
Лучшие результаты в международных соревнованиях: Копенгаген (1982) — 2—5-е; Стокгольм (1982/1983 и 1983/1984) — 1-е и 3—6-е; Бела-Црква (1984) — 2—7-е; Барселона (1987) — 1—3-е.

## Изменения рейтинга
| Графики недоступны из-за технических проблем. См. информацию на Фабрикаторе и на mediawiki.org. |